# Andrew Kumagai
Andrew Kumagai (熊谷 アンドリュー Kumagai Andrew?), född 6 juni 1993 i Kanagawa prefektur, är en japansk fotbollsspelare.
Kumagai började sin karriär 2012 i Yokohama F. Marinos. Med Yokohama F. Marinos vann han japanska cupen 2013. 2014 blev han utlånad till Shonan Bellmare. Han gick tillbaka till Yokohama F. Marinos 2015. 2016 flyttade han till Zweigen Kanazawa. 2017 flyttade han till JEF United Chiba.